# レーダー警報受信機

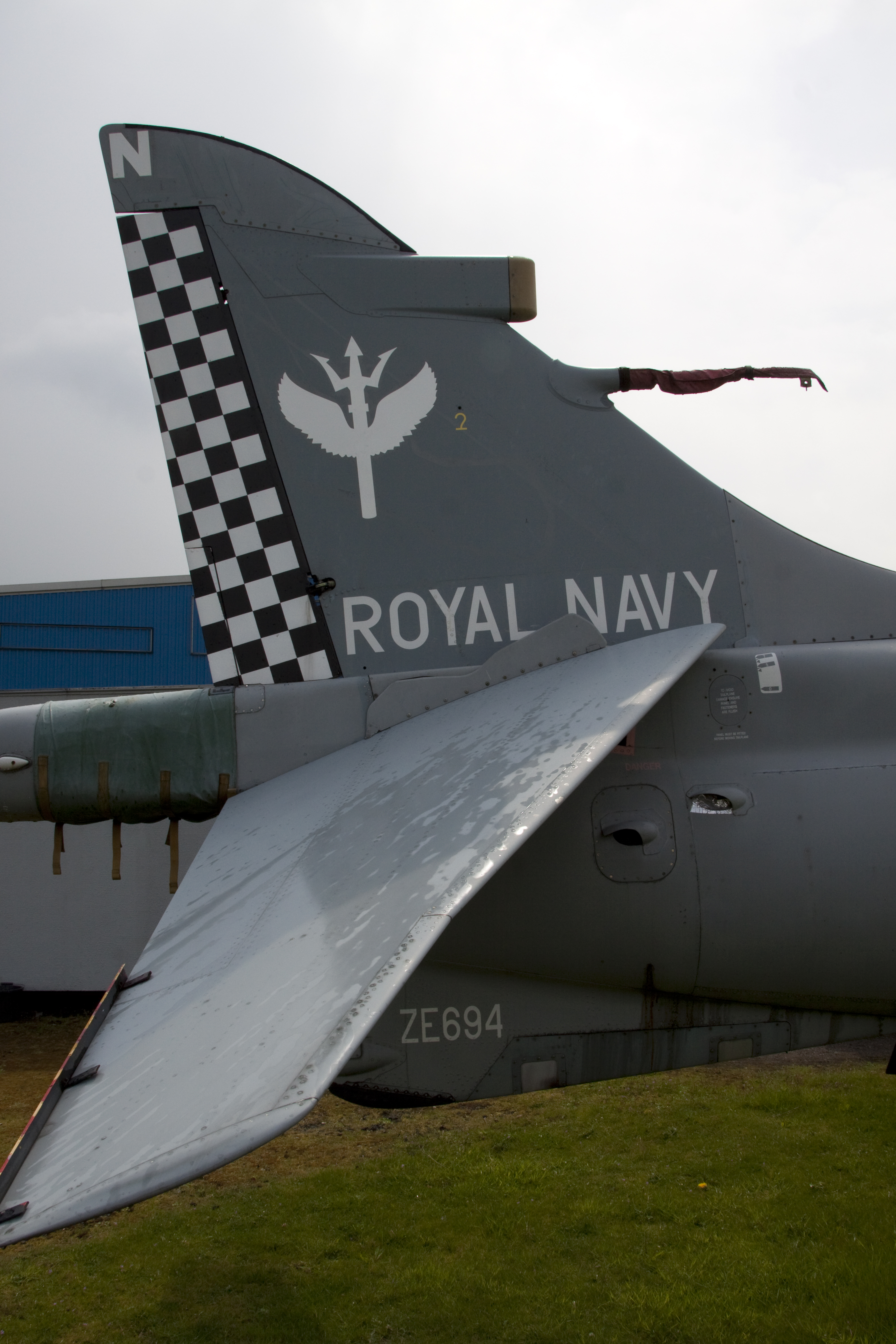
シーハリアー FA.2の垂直尾翼。RWRのアンテナを備えている

レーダー警報受信機（レーダーけいほうじゅしんき、英語: Radar Warning Receiver, RWR; レーダー警戒受信機とも）は、自衛用の電子戦支援（ESM）装置の一種。レーダーから発せられる電波を探知し、そのレーダーの形式、識別および方向などの情報を提供する広帯域受信機である。

## 概要
RWRシステムは、通例、基本的な機能として捜索機能を備えており、ノッチフィルタにより連続波（CW）信号から防護された広帯域受信機（クリスタルビデオないしIFM式）がその機能を果たす。また、CWまたは高デューティ比信号に対応するため、狭帯域受信機も搭載される。例えばパルスレーダーによる電波を受けている場合、RWRシステムは下記のような信号諸元の解析を行い、そのレーダーの種類・動作モードおよび位置の特定を行う。
- 周波数
- パルス幅（PW）
- パルス繰返し周波数（PRF）
- 電波到来方向（DOA）
- アンテナスキャン（アンテナのスキャンタイプの判別）

1966年にアメリカ軍で採用されたAN/APR-25のように、もっとも原始的な機上用RWRシステムの場合、インターフェースとしてはベクトルスコープが用いられており、受信信号をあらわす輝線の向きと長さによってその方向（通常、平均方位の周りで不規則に変化していた）と強度が表示されるのみで、その信号がどのような種類のレーダーがどのようなモードで発したものであるかなどの分析は加えられていなかった。ベトナム戦争後期にはデジタルディスプレイが導入された。これは、脅威の種類を分析し、スクリーン上にシンボルとして表示することができる。現代のシステムでは、例えばSu-27 フランカー戦闘機で使用されているL-006 ベリョーザ（SPO-15）の場合、受信した電波を、内蔵の情報ライブラリーと照合して脅威電波の識別とその度合いの分析を行い、その方位と距離、レーダーの形式を表示できるようになっている。